# Teatro Tívoli (Barcelona)
El teatro Tívoli es una sala de espectáculos de Barcelona (España) dedicada al teatro y al cine. En algunas épocas de su historia ha albergado representaciones de ópera y zarzuela, así como de obras musicales, llegando a ver el estreno de algunas obras importantes.

## Historia
En 1849 se abrieron los llamados Jardines del Tívoli, cercanos al actual teatro, en el Paseo de Gracia; la zona estaba aún sin urbanizar y fuera de la muralla de la ciudad. Era uno de los grandes jardines de recreo de titularidad privada que ofrecían espectáculos y diversiones. Su propietario era Bernat-Agustí de Las Cases, de familia originaria de Francia (entroncada con Luis VI) cuya hija se casó con el dramaturgo Federico Soler (Pitarra). Allí se daban conciertos, bailes, etcétera. Desde 1869 se tiene constancia de un "teatro de verano" al aire libre, de madera donde se representaban zarzuelas, óperas y espectáculos musicales. Los conciertos y actividades escénicas cobraron importancia y en 1880 se edificó un teatro de obra, cubierto, donde se representó alguna de las obras de Pitarra.
El edificio actual data de una reforma radical efectuada en 1919. Tiene capacidad para acoger a 1643 personas, entre la platea, el club y el anfiteatro, así como en los palcos laterales. Decorado al estilo de principios del siglo pasado, abundan las molduras y los motivos vegetales en color dorado, así como el rojo de asientos y cortinas.
Durante bastante tiempo se convirtió en cine. A mediados de los noventa del siglo XX se recuperó para el teatro, alternando funciones teatrales con sesiones de cine.
Por su escenario han pasado grandes artistas, no sólo del mundo del teatro o la danza, sino también del mundo de la música.
En el momento de su inauguración, era uno de los teatros más grandes de la ciudad. Desde su reforma en 1919, se convirtió en el teatro con más capacidad de la ciudad, después del Gran Teatro del Liceo.
Durante la segunda mitad del siglo XIX fue escenario frecuente de representaciones de ópera, zarzuela y opereta, interpretadas con buen nivel. Debutaron o cantaron grandes cantantes de la última mitad del XIX y primer tercio del XX: Mercè Capsir, Conchita Panadés, Cora Raga, Miguel Fleta, Emili Vendrell, Hipólito Lázaro, etc.
En el teatro se dieron las primeras representaciones en Barcelona de obras como: La Dolores, ópera de Tomás Bretón (1895), dirigida por el mismo autor; María del Carmen, ópera de Enrique Granados (1899); Curro Vargas de Ruperto Chapí (1899), Don Lucas del Cigarral de Amadeo Vives (1899); y el estreno en España de Marouf, ópera de Henri Rabaud (1919), Pelléas et Mélisande de Claude Debussy (1919), La leyenda del zar Saltan de Nikolái Rimski-Kórsakov (1933), Alcina de Georg Friedrich Haendel (1943), El amor de las tres naranjas de Serguéi Prokófiev (1949), Zar und zimmermann de Albert Lortzing (1951), y Svanda Dudák  (Svanda el gaitero) de Jaromir Weinberger (1954). En 1950 tuvo lugar el estreno mundial de Merlín de Isaac Albéniz. En 1924 se dio Lohengrin de Richard Wagner traducida al catalán, cantada por Emili Vendrell.
En 1901 actuó la compañía Teatre Líric Català, estrenando una serie de obras de teatro en catalán de Apeles Mestres o Santiago Rusiñol con música incidental de autores catalanes del momento como Granados, Morera o Gay.
Además, han actuado en su escenario artistas tan diversos como Carmen Amaya, Peret, Bruce Springsteen, Alicia Alonso, Joaquín Cortés, Josep Maria Flotats, etc. Se han estrenado algunos de los espectáculos de la compañía La Cubana: Cegada de amor (1994) y Una nit d'ópera (2001). Tricicle también ha pasado por su escenario con "Terrrific" (1991) y revisitando "Slastic" en ocasión de las olimpiadas del 92
Debido a sus dimensiones y su situación céntrica, el teatro fue también utilizado en actos políticos. El 14 de abril de 1907, en un mitin celebrado en el teatro Tívoli fue proclamada la Solidaritat Catalana. En diferentes momentos, se celebraron mítines de partidos diversos, y pronunciaron discursos políticos de todo tipo, desde Víctor Balaguer (1879) o Estanislao Figueras (1881) a Francisco Cambó (1910).
El teatro y sus camerinos aparece en la película Todo sobre mi madre, dirigida por Pedro Almodóvar.

## Algunas obras estrenadas en el Teatro Tívoli
- 1865 - Pensa mal i no erraràs, zarzuela de Francesc Vidal i Roca, libreto de Narcís Campmany (7 de agosto)
- 1869 - Els pescadors de Sant Pol, comedia de Frederic Soler "Serafí Pitarra" (15 de abril)
- 1870 - Donya Guadalupe, comedia de Frederic Soler "Serafí Pitarra" (2 de agosto); Pot més qui piula, zarzuela de Josep Teodor Vilar, libreto de Eduard Vidal i Valenciano (13 de junio).
- 1871 - Els estudiants de Cervera, cuadro de costumbres de Frederic Soler "Serafí Pitarra"; Por ir de pesca, zarzuela de Antoni Lamarca, libreto de Eduard Vidal i Valenciano (1 de agosto); A sort i a ventura, "humorada", música de Nicolau Manent, libreto d'Eduard Vidal i Valenciano (25 de agosto).
- 1872 - La fira de Sant Genís, cuadro de costumbres de Frederic Soler "Serafí Pitarra" (15 de julio); De Barcelona al Parnàs, zarzuela-revista Josep Ribera i Miró, libreto de Eduard Vidal i Valenciano (21 de julio); Dos milions, zarzuela de Josep Ribera i Miró, libreto de Eduard Vidal i Valenciano (3 de agosto).
- 1873 - Un pobre diable, zarzuela de Josep Ribera, , libreto de Eduard Vidal i Valenciano y Rafael Burgell (10 de julio); * Por ir de pesca, zarzuela de Antoni Lamarca, libreto de Eduard Vidal i Valenciano (1 de agosto).
- 1874 - Lo sagristà de Sant Roc, cuadro de costumbres de Frederic Soler "Serafí Pitarra" (20 de junio); El metge dels gegants, zarzuela Cosme Ribera i Miró, libreto de Narcís Campmany (17 de agosto); La manescala, zarzuela de Cosme Ribera i Miró, libreto de Eduard Vidal i Valenciano  (22 de julio); La criada, zarzuela de Josep Navarro, libreto de Eduard Vidal i Valenciano y Josep Roca i Roca(10 de septiembre).
- 1875 - Micos, música de Joan Rius, libreto de Eduard Vidal i Valenciano y Josep Roca i Roca(10 de julio); Joc de nois, zarzuela con libreto de Eduard Vidal i Valenciano y Josep Roca i Roca (2 de agosto).
- 1876 - Les cues, zarzuela de Joan Rius, libreto de Narcís Campmany y Joan Molas i Casas (26 de agosto)
- 1877 - Lo cant de la marsellesa, zarzuela de Nicolau Manent, libreto de Narcís Campmany y Joan Molas (6 de junio); Sin jaula, zarzuela de Enrique Martí Puig
- 1878 - La guardiola, zarzuela de Enric Martí, libreto de Eduard Vidal i Valenciano y Bartomeu Carcassona i Garreta; El rellotge del Montseny, zarzuela de Nicolau Manent, libreto de Narcís Campany y Joan Molas i Casas (24 de julio)
- 1879 - De la terra al sol "viaje fantástico, increíble, bufo, bailable y de gran espectáculo en tres actos y once cuadros", de Nicolau Manent, libreto de Narcís Campmany y Joan Molas i Casas (23 de agosto)
- 1882 - Lo bram del ruc, parodia de Frederic Soler "Serafí Pitarra"; El barretinaire, "revista còmico-serio-lírico-bailable" de José Feliú y Codina, con música de Francesc Pérez-Cabrero i Ferrater(20 de julio)
- 1886 - El país de la olla, zarzuela con música y libro de Josep Coll i Britapaja
- 1890 - El secreto de mi tío, zarzuela de Teodoro de Lajante
- 1891 - La gran feria, zarzuela con música y libro de Josep Coll i Britapaja
- 1892 - Las reformas, zarzuela de Ricardo Giménez
- 1893 - El gorro de Fermín, zarzuela de Francisco Pérez Cabrero
- 1896 - Aurora, "ópera española en tres actos", música de José Espí
- 1901 - Cigales i formigues, de Santiago Rusiñol, música de Enric Morera (20 de febrero); Colometa la gitana, zarzuela de José Lapeyra; La reina del cor, drama de Ignasi Iglésias
- 1903 - Las bodas de Camacho, zarzuela de J. E. de Ferrán, libreto de Adrià Gual y Jacinto Grau (12 de julio)
- 1905 - La libertad, zarzuela de Amadeo Vives y Jerónimo Giménez, libreto de Guillermo Perrín y Miguel Palacios
- 1906 - La real mentira, zarzuela con música de Joaquín Cassadó
- 1908 - La perra chica, zarzuela de Manuel Penella
- 1913 - Don Gil de las Calzas Verdes, ópera de Tomás Bretón, libreto de Tomás Luceño; Asalto a las damas, zarzuela de Julián Vivas
- 1916 - Rayo de luna, zarzuela de Francisco Payás; La diosa, entremés cómico-lírico con música de Francisco Alonso; Miguelín, zarzuela de José Padilla
- 1917 - Luzbel, zarzuela de José Padilla
- 1920 - La dogaresa, zarzuela de Rafael Millán, libreto de A. López Monís (17 de septiembre); La maja de los lunares, opereta de Fernando Obradors, libreto de Lluís Capdevila y Casimir Giralt i Bullich (29 de octubre)
- 1921 - El pájaro azul, zarzuela de Rafael Millán, libreto de A. López Monís (5 de marzo); La alsaciana, zarzuela de Jacinto Guerrero (su primera obra estrenada) y J. R. Martín (19 de noviembre)
- 1922 - Bergamino el Lampo, zarzuela de Amadeo Vives, libreto de Eduardo Marquina y Gregorio Martínez Sierra (21 de enero); Don Joan de Serrallonga, zarzuela en catalán con música de Enric Morera y texto de Francesc Pujols (7 de octubre); Pel teu amor, sainete lírico catalán con música de José Ribas Gabriel (incluye la famosa romanza Rosó)
- 1924 - La bien amada (que incluye el conocido pasodoble "Valencia") y Sol de Sevilla, zarzuelas de José Padilla, libreto de J. A. de la Prada; La joven Turquía, zarzuela de Pablo Luna, libreto de C. Palencia y G. del Castillo; Por una mujer, zarzuela de Juan Bautista Lambert
- 1925 - La severa (luego estrenada en Madrid como La morería), zarzuela de Rafael Millán, libreto de Federico Romero y [Guillermo Fernández-Shaw; La Mosquetera, zarzuela de Rafael Martínez Valls, libreto de Gastó A. Màntua (28 de octubre); Una intriga de amor, zarzuela de Federico Moreno Torroba, libreto de Antonio Plañiol y Fernando Luque (enero).
- 1926 - Raquel encadenada, drama de Miguel de Unamuno (7 de septiembre)
- 1931 - Yo me caso con usted, zarzuela de Fernando Díaz Giles
- 1933 - El hermano lobo, zarzuela de Manuel Penella, libreto de F. Oliver (22 de noviembre)
- 1935 - Las mujeres de fuego, zarzuela de Francisco Alonso
- 1936 -  La tabernera del puerto, zarzuela de Pablo Sorozábal, libreto de Federico Romero y [Guillermo Fernández-Shaw (16 de mayo)
- 1939 - El caballero del amor, zarzuela de J. D. Vila, libreto de J. A. de la Prada
- 1940 - Bodas a la americana, zarzuela de José Parera
- 1943 - La ilustre moza, zarzuela de Federico Moreno Torroba, libreto de L. Tejedor y L. M. Lorente (3 de marzo)
- 1950 - Merlín, ópera de Isaac Albéniz, en versión reducida y traducida.
- 1977 - El arquitecto y el emperador de Asiria, obra de teatro de Fernando Arrabal (1 de abril)
- 1992 - Asdrúbila, ópera de Carles Santos
- 1994 - Cegada de amor, espectáculo de La Cubana
- 2001 - Una nit d'òpera, espectáculo de La Cubana
- 2008 - 7 Hermanos, el espectáculo escénico-musical de Los Vivancos
- 2009 - Musical Hoy No Me Puedo Levantar de los éxitos de Mecano.
- 2013 - Aeternum, el espectáculo escénico-musical de Los Vivancos

2018 - La Jaula de las Locas dirigida por Angel Llacer y Manu Guix